# A Working Man
A Working Man ist ein Spielfilm von Regisseur David Ayer mit Jason Statham. Das Drehbuch von David Ayer und Sylvester Stallone basiert auf dem 2014 veröffentlichten Buch Levon’s Trade von Chuck Dixon. Kinostart des Actionthrillers war in Deutschland am 26. März 2025.

## Handlung
Levon Cade ist ein ehemaliger Soldat der Royal Marines, mittlerweile arbeitet er auf einer Baustelle in Chicago. Nachdem Jenny Garcia, die Tochter seines Bosses Joe, entführt wird, macht sich Cade auf die Suche nach ihr.
Es stellt sich heraus, dass sie einem von Dimi Kolisnyk geleiteten russischen Menschenhändlerring in die Hände gefallen ist. Cade nutzt seine militärischen Fähigkeiten, um Jenny zu befreien. Dabei kommt er einer Verschwörung auf die Spur.

## Besetzung und Synchronisation
Die deutschsprachige Synchronisation übernahm die Arena Synchron. Dialogregie führte Michael Schernthaner jr., das Dialogbuch schrieb Tobias Müller.
| Rolle              | Darsteller         | Synchronsprecher      |
| ------------------ | ------------------ | --------------------- |
| Levon Cade         | Jason Statham      | Thomas Nero Wolff     |
| Wolo Kolisnyk      | Jason Flemyng      | Matthias Scherwenikas |
| Gunny Lefferty     | David Harbour      | Peter Flechtner       |
| Joe Garcia         | Michael Peña       | Tobias Müller         |
| Jenny Garcia       | Arianna Rivas      | Özge Kayalar          |
| Carla Garcia       | Noemi Gonzalez     |                       |
| Viper              | Emmett J. Scanlan  | Björn Schalla         |
| Artemis            | Eve Mauro          | Britta Steffenhagen   |
| Dougie             | Cokey Falkow       | Matthias Deutelmoser  |
| Barkeeper Johnny   | David Witts        | Adam Nümm             |
| Det. Tobias Garret | Wayne Gordon       | Peter Sura            |
| Dimi Kolisnyk      | Maximilian Osinski | Jeremias Koschorz     |
| Dr. Jordan Roth    | Richard Heap       | Uli Krohm             |
| Dutch              | Chidi Ajufo        | Tobias Schmitz        |
| Joyce Lefferty     | Joanna DeLane      | Sarah Méndez García   |
| Listo              | Jose Conejo Martin | (stumm)               |
| Merry Cade         | Isla Gie           | Annika Theusner       |
| Mr. Broward        | Kenneth Collard    | Axel Malzacher        |
| Noel               | Daniel Lundh       | Manuel Elsherif       |
| Symon Kharchenko   | Andrej Kaminsky    | Grigory Kofman        |
| Yuri               | Merab Ninidze      | Merab Ninidze         |
| Vanko Kharchenko   | Piotr Witkowski    | Eugen Knecht          |
| Nestor             | Ricky Champ        |                       |
| Danya Kharchenko   | Greg Kolpakchi     |                       |

## Produktion und Hintergrund
Der Film wurde von  Punch Palace Productions, Balboa Productions, Black Bear, CAT5 und Cedar Park Entertainment produziert. Als Produzenten fungierten Chris Long, Jason Statham, John Friedberg, David Ayer, Sylvester Stallone, Bill Block und Kevin King Templeton. Die Dreharbeiten fanden ab April 2024 unter anderem in London unter dem Arbeitstitel Levon’s Trade statt. Gedreht wurde bis Ende Mai 2024 auch in den Winnersh Film Studios in Berkshire.
Die Kamera führte Shawn White, die Musik schrieb Jared Michael Fry, die Montage verantwortete Fred Raskin. Das Production-Design gestaltete Nigel Evans und das Kostümdesign Tiziana Corvisieri. Der Film ist nach The Beekeeper (2024) die zweite Zusammenarbeit von Schauspieler Jason Statham und Regisseur David Ayer. In den USA erhielt der Film ein R-Rating.

## Rezeption

### Kritiken
Am 27. März 2025 waren 28 von 45 bei Rotten Tomatoes aufgeführten Kritiken positiv bei einer durchschnittlichen Bewertung von 5,3 der 10 möglichen Punkte. Bei Metacritic erhielt der Film am 27. März 2025 einen Metascore von 54 von 100 möglichen Punkten, der auf 17 Rezensionen basierte.
Oliver Armknecht vergab auf film-rezensionen.de drei von zehn Punkten. Die Handlung sei oft austauschbar, schwanke zwischen langweilig und lächerlich, gerade bei den überzogenen und zugleich inkompetenten Gegenspielern. Nicht einmal die zu Tode geschnittenen Actionszenen überzeugten.
Christoph Petersen bewertete den Film auf Filmstarts.de mit 3,5 von 5 Sternen, was durch und durch räudige Hirnlos-Action betrifft, gehe es wohl nicht viel besser.
Filmdienst.de (1,5 von 5 Sterne) bezeichnete die Produktion als rohen, mit Klischees und Übertreibungen jonglierenden Actionfilm. Dank exaltierter Bösewichte und abenteuerlicher Erzählmanöver gerate der Film zwar bisweilen unterhaltsam, verheddere sich aber zunehmend in seinen verworrenen Erzählsträngen und leide unter einem uncharismatischen Protagonisten.
Ilija Glavas (3 von 10 Punkte) nannte den Film auf kinomeister.de als Jason-Statham-Film ohne Biss, dieser fühle sich an wie eine Parodie auf einen typischen Jason-Statham-Film, nur leider ohne den selbst ironischen Spaß, den so ein Konzept eigentlich mitbringen müsste.
Filmkritikerin Antje Wessels meinte auf wessels-filmkritik.com, dass der Film nicht an den  Unterhaltungswert seines Vorgängers The Beekeeper anknüpfen könne. Wer sich einen spaßig-derben Jason-Statham-Actioner erhoffe, werde enttäuscht. Anstatt einfach nur ein Gut-gegen-Böse-Feuerwerk abzufeuern, gebe es hier ellenlange, langweilige Erklärungen und einen Genreplot aus der Konserve.

### Kinobesuche und Abrufe
An den US-amerikanischen Kinokassen erzielte der Film zum Kinostart 15,2 Millionen US-Dollar und stieg damit auf dem ersten Platz der US-Kinocharts ein.
Auf Prime Video wurde der Film im Mai 2025 von 2,375 Millionen deutschen Haushalten gesehen. Damit war der Film laut digital i der meistgesehene Streaming-Film des Monats. Im Juni 2025 erreichte der Film 541.000 deutsche Haushalte und lag damit auf Platz 10.